# (7165) Pendleton
(7165) Pendleton ist ein Asteroid des Hauptgürtels, der am 14. September 1985 vom US-amerikanischen Astronomen Edward L. G. Bowell an der Anderson Mesa Station (IAU-Code 688) des Lowell-Observatoriums im Coconino County in Arizona entdeckt wurde.
Der Asteroid wurde am 22. Februar 1997 nach der US-amerikanischen Astronomin Yvonne Pendleton (* 1957) benannt, die als Spektroskopistin und Expertin für organische Bestandteile im interstellaren Staub am Ames Research Center der NASA tätig ist.
Der Himmelskörper gehört zur Eunomia-Familie, einer nach (15) Eunomia benannten Gruppe, zu der vermutlich fünf Prozent der Asteroiden des Hauptgürtels gehören.